# Albert Bolte
Albert Bolte (* 20. Mai 1868 in Kassel; † 10. April 1944) war ein deutscher Unternehmer, der sich als Bergwerksdirektor auf Kohlenhandel spezialisiert hatte und bis 1933 Präsident der Industrie- und Handelskammer zu Leipzig war.

## Leben

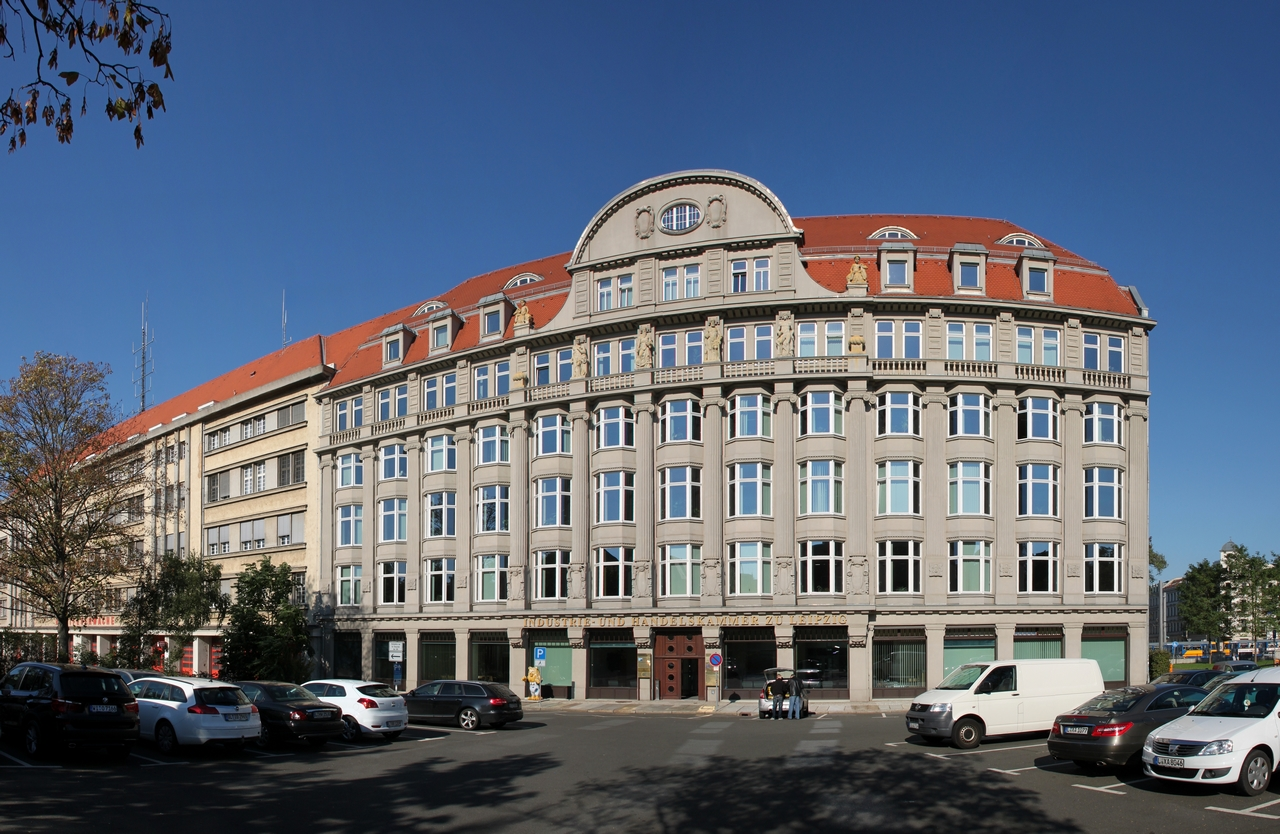
Industrie- und Handelskammer zu Leipzig – Dienstsitz von Albert Bolte

Nach dem Besuch des Realgymnasiums in Kassel bis zur Sekunda nahm Albert Bolte eine kaufmännische Lehre auf. Danach arbeitete er als Gehilfe und reiste in verschiedene Länder. Im Jahre 1891 wurde Albert Bolte Prokurist bei verschiedenen Firmen der Kohlenbranche in Kassel, Mainz, Iserlohn und zuletzt wieder in Kassel. 1900 erfolgte seine Ernennung zum Geschäftsführer einer GmbH der Kohlenbranche in der sächsischen Residenzstadt Dresden. Im Jahre 1904 wurde er zum Vorstand des Verkaufsvereins Sächsischer Braunkohlenwerke GmbH gewählt. Seit 1909 war er außerdem Vorstand im Mitteldeutschen Braunkohlen-Syndikat. 1913 wurde Albert Bolte Vorstand der Mitteldeutschen Braunkohlen-Werke und 1917 Mitglied und später Vizepräsident der Industrie- und Handelskammer (IHK) in Leipzig. Im September 1931 erfolgte seine Wahl zum Präsidenten der IHK Leipzig. Dieses Amt nahm er bis Juni 1933 wahr.
Albert Bolte war außerdem Mitglied mehrerer Aufsichtsräte, Vorsitzender des Schulvorstandes der Öffentlichen Höheren Handelslehranstalt zu Leipzig sowie Mitglied der Sektion Leipzig des Deutschen Alpenvereins. Er hatte sich 1924 in der Platnerstraße 15 in Leipzig eine Villa errichten lassen. 1935 war sein Sitz in Leipzig-Gohlis, Luisenstraße 6.

## Familie
Albert Bolte war seit dem 17. März 1894 mit Johanna geborene Goetz verheiratet. Aus dieser Ehe gingen die Kinder Elisabeth (* 1895) und Erich (1897–1979) hervor. Letzterer wurde bekannt als Fabrikant von Hochdruckarmaturen.

## Ehrungen
- Ehrensenator der Handelshochschule zu Leipzig